# Gunung Lawai
Gunung Lawai är ett berg i Indonesien.   Det ligger i provinsen Aceh, i den västra delen av landet, 1 600 km nordväst om huvudstaden Jakarta. Toppen på Gunung Lawai är 2 132 meter över havet. Gunung Lawai ingår i Van Daalen Mountains.
Terrängen runt Gunung Lawai är bergig norrut, men söderut är den kuperad. Terrängen runt Gunung Lawai sluttar västerut.  Trakten runt Gunung Lawai är nära nog obefolkad, med mindre än två invånare per kvadratkilometer. I omgivningarna runt Gunung Lawai växer i huvudsak städsegrön lövskog.